# Vehicul cu emisii zero

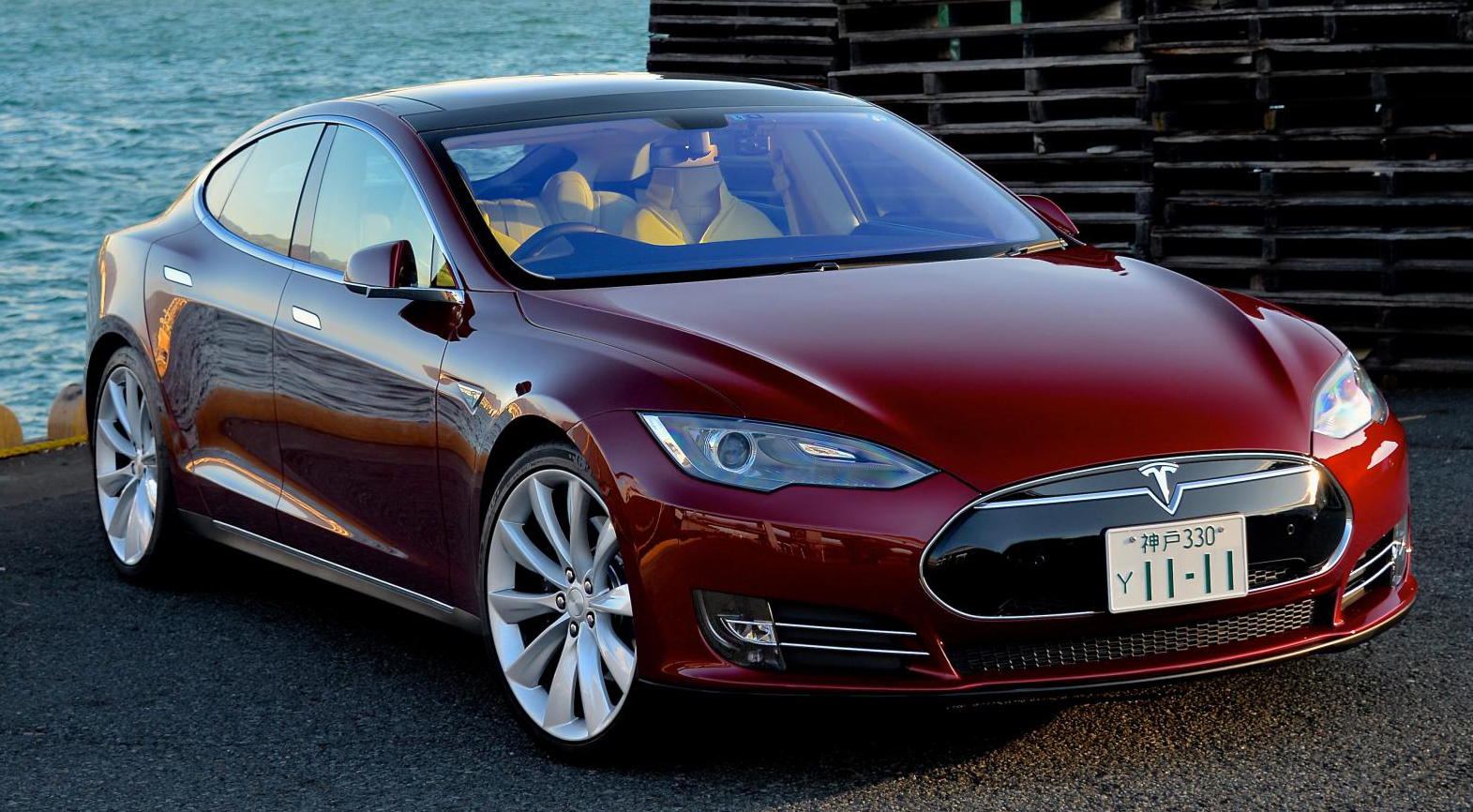
Vehicul electric Tesla Model S

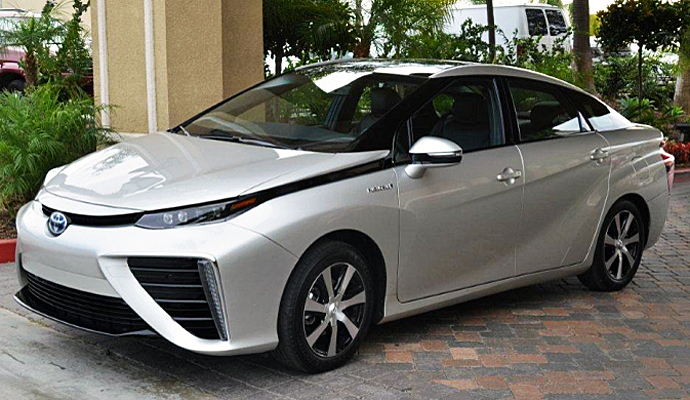
Vehicul cu pile de combustie Toyota Mirai

Vehiculul cu emisii zero este un vehicul care nu emite gaze nocive.
Poate fi vehicul electric sau vehicul cu pile de combustie.